# Helmhütte
Helmhütte (také nazývaná Helmhaus, 2433 m n. m.) je bývalá útulna Sillianské sekce DuOeAV nebo bývalá italská celnice nalézající se přímo na vrcholu hory Monte Elmo v Karnských Alpách na hranici mezi Itálií a Rakouskem. 

## Poloha
Helmhütte se nachází přímo na vrcholu hory Helm a tvoří začátek a konec vysokohorské stezky Karnischer Höhenweg procházející Karnskými Alpami až do Nassfeldu. Má prominentní polohu a je považována za oblíbené vyhlídkové místo s výhledem na jihotyrolské a východotyrolské Dolomity a hlavní alpský hřeben. Chata leží přímo na rakousko-italské státní hranici, která zde vznikla po první světové válce.

## Historie
Sillianská sekce DuOeAV začala stavět Helmhütte v roce 1889. Obec Sexten poskytla staveniště pro útočiště. O dva roky později byla dokončena chata s vyhlídkovou plošinou na střeše, která byla slavnostně otevřena 25. července 1891. Po skončení první světové války byla rakousko-italská hranice upravena smlouvou ze Saint Germain. Helmhütte nyní ležela přímo na hranici. V roce 1925 muselo být útočiště na základě Benátské smlouvy postoupeno italskému státu. Poté bylo upraveno pro vojenské účely jako celnice. Za tímto účelem byla odstraněna vyhlídková plošina na střeše.
V polovině 20. let se v Itálii dostali k moci fašisté pod vedením Benita Mussoliniho. Ti podporovali výstavbu pohraničních opevnění a bunkrových komplexů podél rakousko-italské státní hranice. Helmhütte se tak stala jádrem rozsáhlého vojenského prostoru. Trosky těchto zařízení jsou viditelné dodnes.
Po skončení druhé světové války zůstala Helmhütte v italském vlastnictví, ale od 70. let 20. století již nebyla používána. Útočiště tak v následujících desetiletích stále více chátralo. V roce 1999 se útočiště stalo majetkem provincie Jižní Tyrolsko. 25. února 2013 rozhodla vláda provincie Jižní Tyrolsko o prodeji zříceniny obci Sexten, která plánovala vybudovat zde dokumentační centrum horské války.

## Přístupy
Na Helmhütte lze vystoupat následujícími cestami:
- Lanovkou z italské obce Sexten na horní stanici ve výšce 2 052 m a dále po bývalé vojenské silnici na vrchol Helmu.
- Lanovkou z obce Vierschach na horní stanici ve výšce 2 045 m a dále také po bývalé vojenské silnici na vrchol.
- Ze Sillianu pěšky nebo autem na parkoviště u salaše Leckfeldalm a dále pěšky po pěšině až těsně pod Sillianer Hütte a poté pokračovat na vrchol Helmu.
- Ze Sillian/Kühstille pěšky přes Hasslrauth a Forcher Kaser na vrchol Helmu.

## Galerie

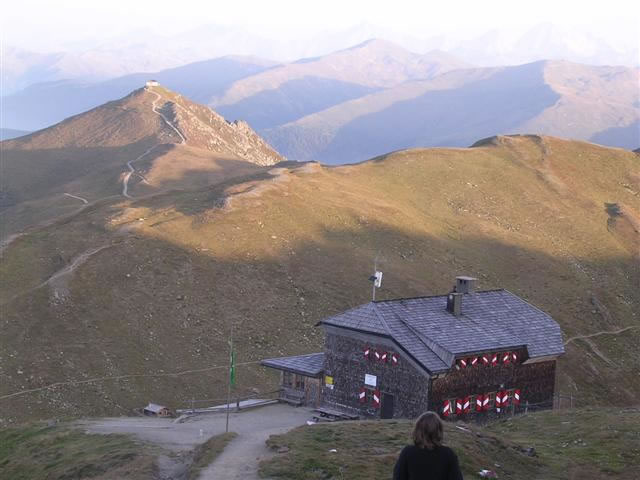
Helmhütte (vlevo v pozadí) při pohledu od staré Sillianer Hütte
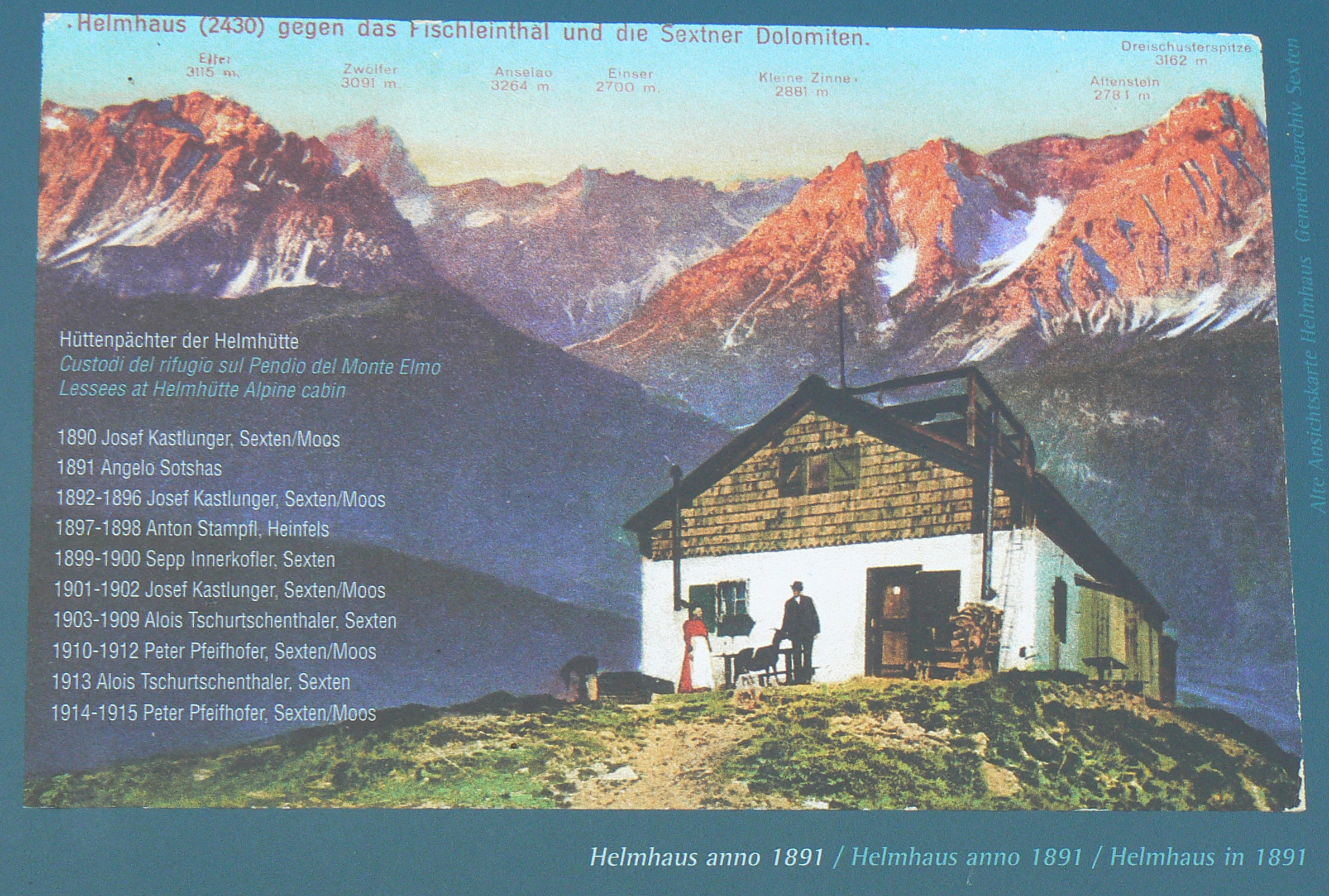
Helmhaus v roce 1891
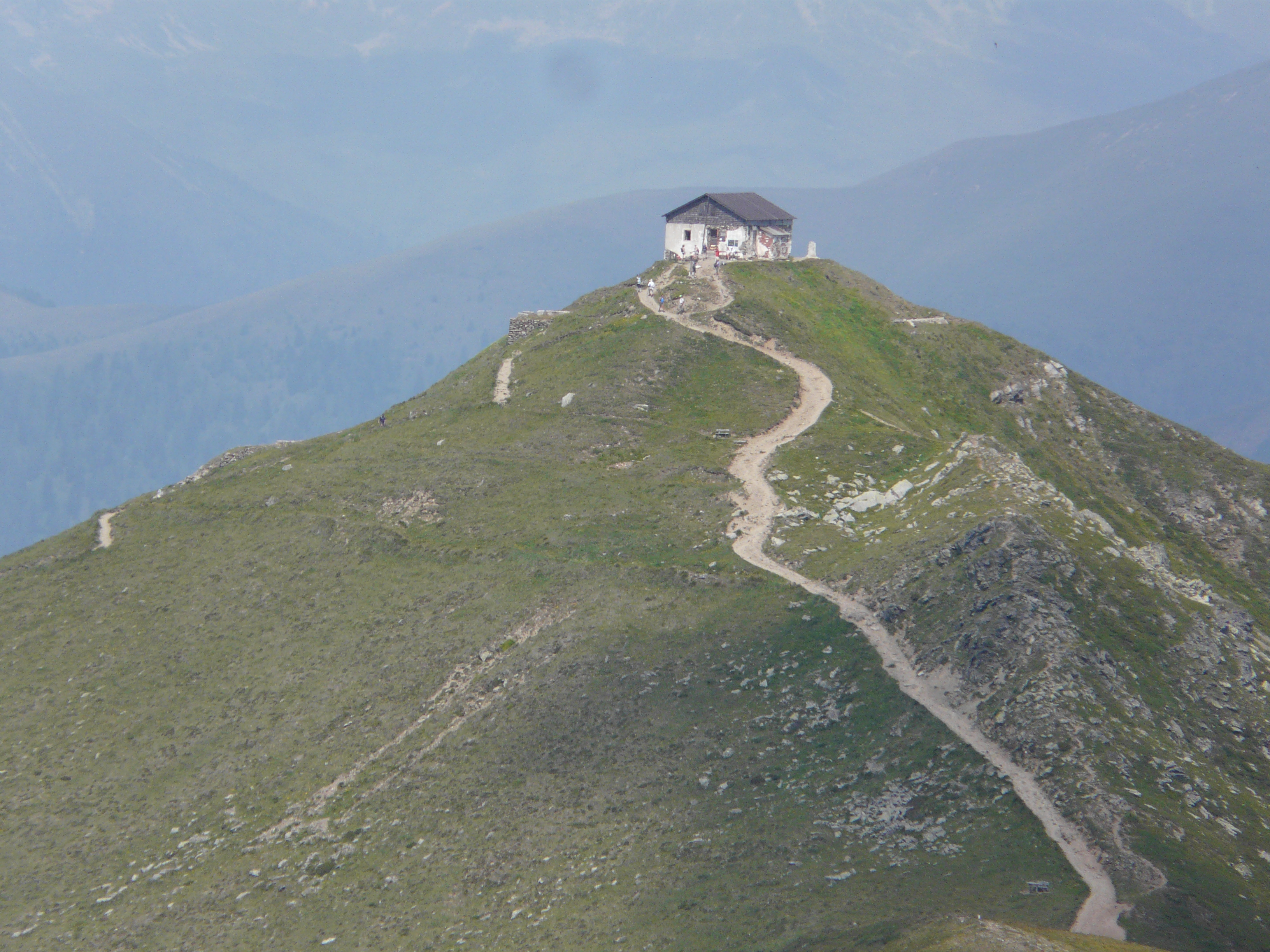
Helmhütte
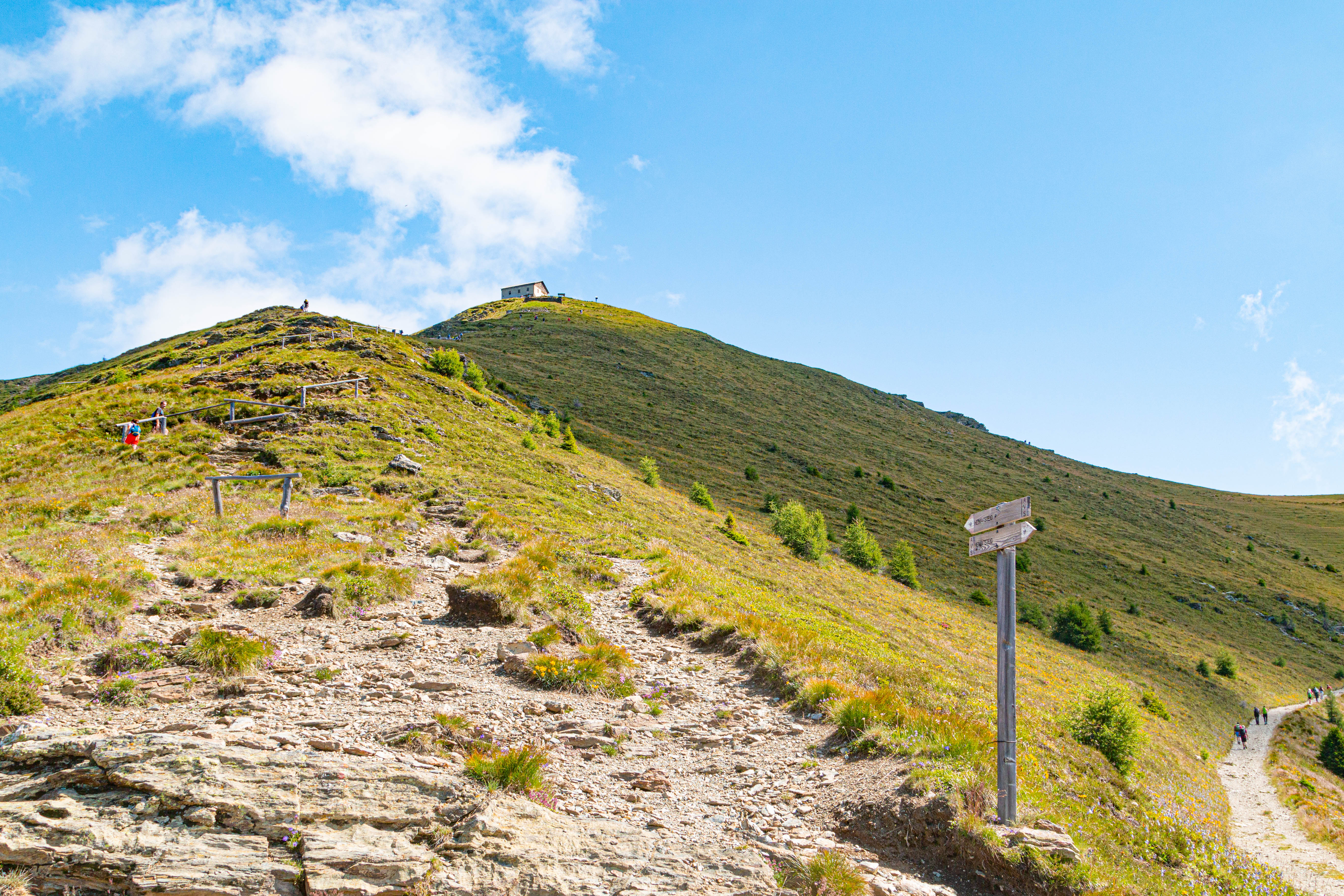
Pohled na Helmhaus z Karnischer Hohenweg